# 第八空挺部隊 壮烈鬼隊長
『第八空挺部隊 壮烈鬼隊長』（だいはちくうていたい そうれつおにたいちょう）は、1963年に東映の配給で公開された日本映画。
陸上自衛隊習志野駐屯地の第八空挺部隊（架空の部隊）に所属する隊員を主人公に、日々の過酷な訓練を精神鍛錬とスポーツ。と割り切っていた若者が災害派遣等を通して『国民の生命と財産を守る』職務に対する誇りを見出していく様を描く。

## スタッフ
- 監督：小林恒夫
- 音楽：菊池俊輔
- 脚本：大和久守正、押川正士
- 企画：加茂秀男、秋田亨

## キャスト
- 南廣：滝三等陸佐
- 今井健二：石倉三等陸尉
- 星美智子：津村洋子
- 小林裕子：津村和子
- 北峰有二：安藤三等陸尉
- 佐藤晟也：田村一等陸曹
- 岡部正純：中村二等陸士
- 滝川潤：山田二等陸士
- 世志凡太：谷沢二等陸士
- 高倉健：岡田一等陸佐
- 江原真二郎：城戸二等陸佐
- 梅宮辰夫：大越三等陸佐
- 佐久間良子：衛生科所属一等陸尉